# 7.7 cm Kanone in Haubitzelafette
7.7 cm Kanone in Haubitzlafette (нем. 7,7-сантиметровая пушка на гаубичном лафете) — немецкое полевое орудие времён Первой мировой войны.

## Описание
Орудие было создано на основе пушки 7.7 cm FK 16, водружённой на лафет гаубицы 10.5 cm FH 98/09. Орудие потенциально обладало более высокой дальностью стрельбы и углом поворота по сравнению с орудием 7.7 cm FK 96 n.A.. Войсками Антанты был захвачен всего один образец 17 апреля 1916. Данные о количестве произведённых подобных орудий не установлены до настоящего времени.